# Кортрейк (окръг)
Кортрейк (на нидерландски: Kortrijk) е окръг в Западна Белгия, провинция Западна Фландрия. Площта му е 403 km², а населението – 289 114 души (по приблизителна оценка от януари 2018 г.). Административен център е град Кортрейк.